# Piano amb pedals

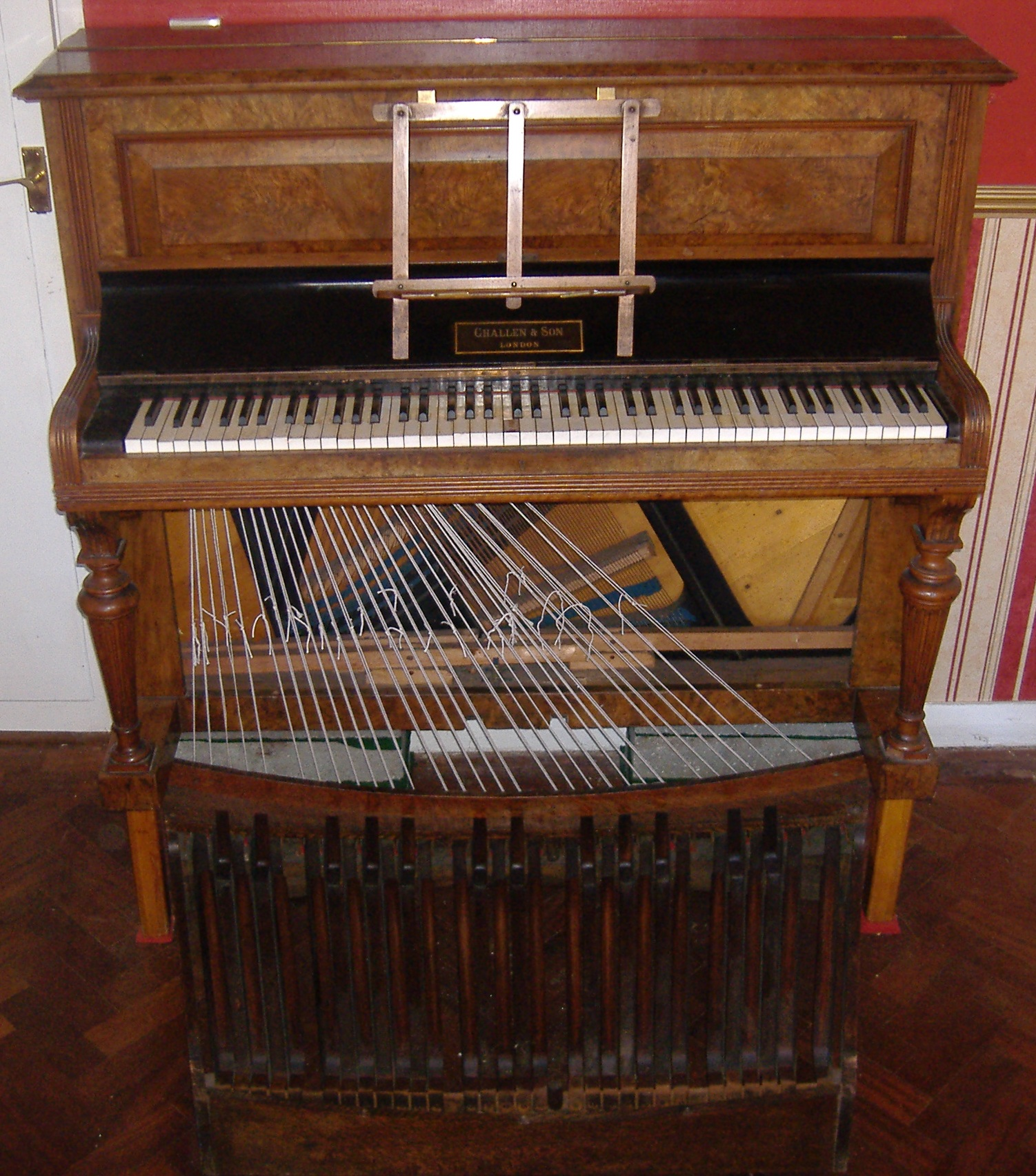
Un piano amb pedals vertical.

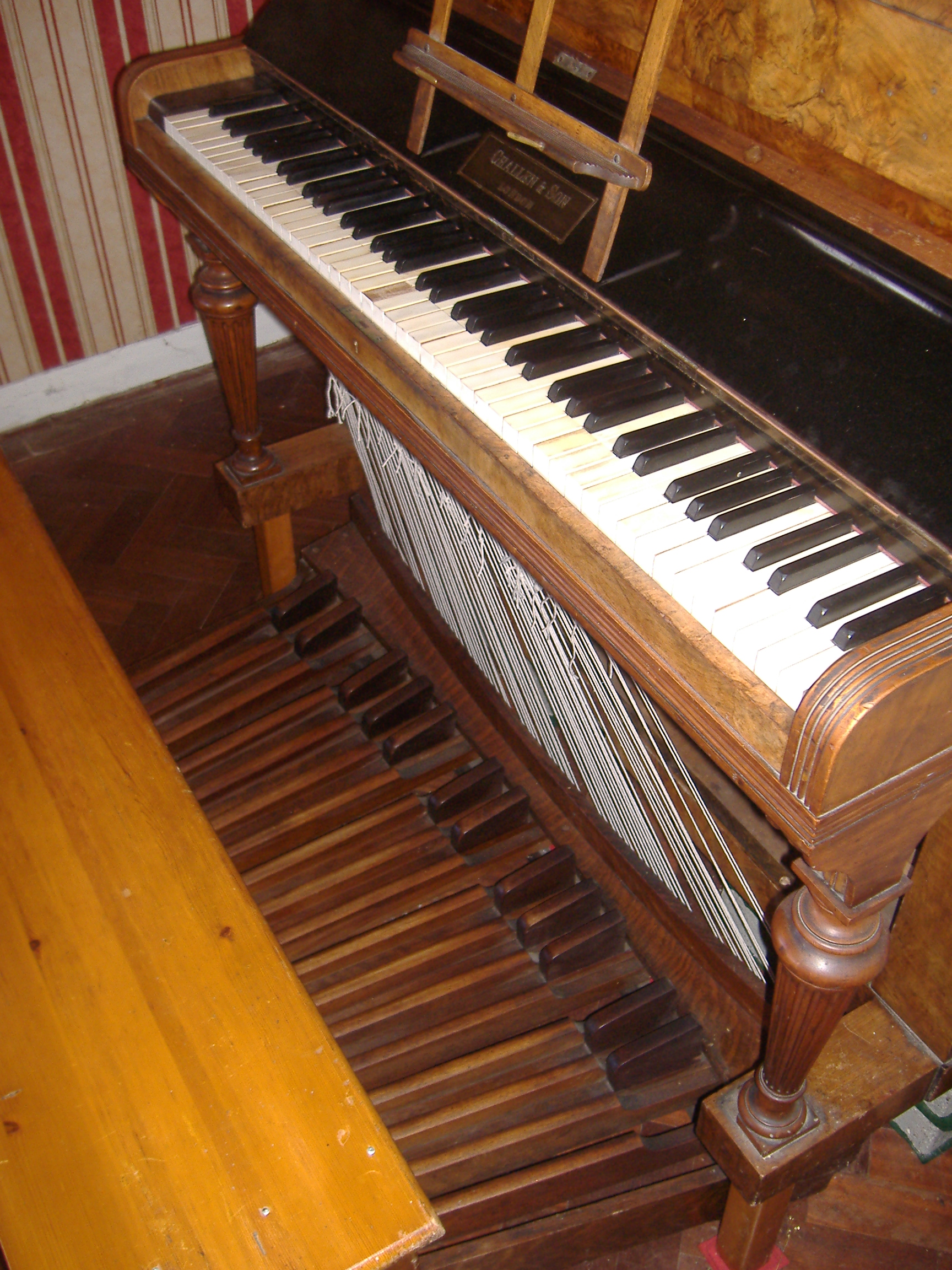
Una altra vista del mateix piano.

Un  piano amb pedals  és un tipus de piano que inclou un pedalier, habilitant el registre greu per a ser interpretat amb els peus igual que un òrgan comú.
Hi ha dos tipus de piano de pedal: el piano que té el teclat com una part incorporada de l'instrument, usant les mateixes cordes i el mecanisme que el teclat manual; o el piano menys comú, que consta de dos pianos independents (cadascun amb el seu mecanisme i cordes separats) que és posat un sobre l'altre, el superior per ser interpretat amb les mans com un piano normal i l'inferior per interpretar el registre greu amb els peus.

## Història
Els antecessors del piano de pedal són el clavicordi de pedal i el clavecí de pedal. La primera cita d'un clavicordi amb pedals va aparèixer al voltant de l'any 1460 en una secció dedicada a instruments musicals en un tractat enciclopèdic escrit per l'erudit Paulus Paulirinus (1413 - 1471). Els organistes usarien aquests instruments per a la interpretació quan no tenien a ningú disponible per moure la manxa per un òrgan d'església o, a l'hivern, per evitar haver de practicar en un òrgan d'església en una església sense calefacció. Johann Sebastian Bach va ser propietari d'un clavecí de pedal i el seu trio de sonates d'òrgan BWV 525-530,  Passacaglia i fuga en do menor BWV 582  i altres obres tenien un bon so quan es tocaven amb aquest instrument.
Wolfgang Amadeus Mozart va posseir un forte-piano amb pedals independents, construïts per ell el 1785 per Anton Walter. Esmenta la improvisació en públic sobre aquest instrument en cartes al seu pare. En el manuscrit signat del  Concert en re menor K 466 , compost el mateix any, les notes greus són evidents.
Louis Schone fabricar un  pedalflügel  per Robert Schumann el 1843, quan aquest es trobava en Dresden. Schumann va preferir un piano vertical de pedal, la seva teclat de pedal tenia 29 notes i va ser unit amb un mecanisme col·locat darrere del piano al costat d'una caixa de ressonància especial, cobert amb 29 cordes. Schumann va escriure diverses obres per al piano de pedal i era tan entusiasta sobre l'instrument que va convèncer Felix Mendelssohn-Bartholdy, que possibilita un piano de cua amb pedals, perquè organitzés un curs a l'Escola superior de música i teatre "Felix Mendelssohn" a Leipzig. Charles-Valentin Alkan també era propietari d'un piano de pedal, marca Pleyel, i va compondre diverses obres per a aquest instrument, en l'estil virtuós que es troba en les seves altres obres de piano.
L'instrument mai es va fer molt popular en la dècada del 1900 i sempre ha estat considerat una raresa. Sobretot és usat per permetre als organistes practicar a casa, com el clavicordi de pedal i el clavecí eren fa segles, en comptes de ser usat per interpretar el repertori d'un piano de pedal. En els anys 2000, els pianos de pedal són fabricats al taller de Borgata a Itàlia. Aquesta empresa fa un instrument de registre de baix independent unit a una taula de pedal, sobre la qual un piano de cua pot ser col·locat. Borgata va ampliar el registre del piano inferior a 37 notes (en lloc de les 30 o 32 que té un piano amb pedals estàndard). Kevin Bowyer ha realitzat composicions per a aquest instrument en anys recents, encara que interpreti les seves obres sobre un òrgan.

## Composicions per a piano amb pedals
- Alexandre Pierre François Boëly (1785-1858)
  - Twelve pieces Op.18
- Robert Schumann (1810-1856)
  - Studien op. 56
  - Skizzen Op 58
  - Six Fugues on B-A-C-H-Op 60
- Franz Liszt (1811-1886)
  - Fantasie und Fuge über den Choral "Ad ens, ad salutarem undam" from Meyerbeer's "Prophet"
- Charles Valentin Alkan (1813-1888)
  - Twelve Études pour les pieds seulement
  - Benedictus in D minor Op 54
  - Thirteen Prières Op 64
  - Eleven Grands Préludes et une transcription du "Messiah" de Händel Op 66
  - Impromptu sur le Choral de Luther "Ein Feste Burg ist Unser Gott" Op 69
  - Bombardo-Carillon for pedal-piano, four feet (or piano four hands)
- Charles Gounod (1818-1893)
  - Fantasie sur l'Hymne national russe, Suite Concertant and Danse Roumain and orchestra,
  - Marcia Solenne
  - Larghetto for violí, viola, cello and piano with pedalboard
- Camille Saint-Saëns (1835-1921)
  - Concerto for pedal piano and orchestra (primera versió del Piano Concerto No 2)
- Léon Boëllmann (1862-1897)
  - Twelve pieces Op 16
- Franco Oppo (1935 -)
  - "Freu dich sehr o meine Seele" (2000)
- Fabrizio Marchionni (1976 -)
  - "S'Indàssa" (2000)
- Jean Guillou (1930 -)
  - "Épito" (2002)
- Charlemagne Palestine
  - Compositions for pedal piano (2005)